# Художественная культура Русского Севера
Государственное музейное объединение «Художественная культура Русского Севера» — учреждение культуры, музейный комплекс Архангельска, включающий в себя Архангельский музей изобразительных искусств и другие достопримечательности города и Архангельской области.

## История
Архангельский музей изобразительных искусств образован 29 августа 1960 года приказами Министерства культуры РСФСР № 930 от 24 ноября 1959 года и Областного управления культуры от 25 августа 1960 года. Основу его собрания составила художественная коллекция Архангельского областного краеведческого музея, состоящая в основном из работ местных художников, а также небольшого количества произведений древнерусского искусства и около тридцати работ русских художников, переданных Архангельску Императорской Академии художеств в 1916 году, и Государственным Русским музеем в 1930 году. Также, музею были переданы произведения из Сольвычегодского историко-художественного музея. Открыт для посещения в 1966 году.
В 1994 году Архангельский музей изобразительных искусств, вместе с другими историческими достопримечательностями города и Архангельской области, был преобразован в Государственное музейное объединение «Художественная культура Русского Севера».
В настоящее время коллекция музея состоит из более 30 тысяч произведений отечественного искусства, созданных в период с XIV века и до современности.

## Состав

### Архангельский музей изобразительных искусств
Адрес: площадь Ленина, 2.

### Старинный особняк
Адрес: Набережная Северной Двины, 79.

### Усадебный дом Е. К. Плотниковой
Адрес: улица Поморская, 1.

### Музей художественного освоения Арктики им.А. А. Борисова
Адрес: улица Поморская, 3

### Дом-усадьба А. А. Борисова
Дом-усадьба художника А. А. Борисова в деревне Евда Красноборского района Архангельской области.

### Дом-музейС. Г. Писахова
Адрес: улица Поморская, 10.

### Здание бывшего кинотеатра «Север»
Адрес: Театральный переулок, 4.